# Václav Tomeček
Václav Tomeček (* 24. srpna 1991, Olomouc, Československo) je český fotbalový záložník, od ledna 2014 působící v FK Fotbal Třinec.

## Klubové statistiky
Aktuální ke 1. leden 2014
| Sezona | Klub                | Země  | Soutěž  | Zápasy | Góly |
| ------ | ------------------- | ----- | ------- | ------ | ---- |
| 10/11  | SK Sigma Olomouc    | Česko | 1. liga | 6      | 0    |
| 11/12  | FC Zbrojovka Brno   | Česko | 2. liga | 8      | 1    |
|        | SK Sigma Olomouc    | Česko | 1. liga | 1      | 0    |
| 12/13  | SK Sigma Olomouc    | Česko | 1. liga | 0      | 0    |
|        | FC Vysočina Jihlava | Česko | 1. liga | 5      | 0    |
|        | celkem              |       |         | 20     | 1    |